# Work Experience
Work Experience ist eine britische Kurzfilmkomödie von James Hendrie aus dem Jahr 1989.

## Inhalt
Terence Weller sucht vergeblich nach einer Arbeitsstelle, wird jedoch stets abgelehnt, weil er keine Arbeitserfahrung hat. Im Kaufhaus Usher will er eigentlich nur durch die Abteilungen schlendern, wird jedoch von einer Kundin nach dem Weg zur Geschirrabteilung gefragt und kann Auskunft geben. Wenig später fragen ein Vater und seine Tochter nach dem Weg zu den Toiletten. Terence zeigt ihnen diesen und schlüpft kurzerhand in die Rolle eines Angestellten des Kaufhauses Usher, berät Kunden und trägt ihnen den Einkauf zum Auto, wobei er Trinkgelder zurückweist. Wie selbstverständlich isst er in der Kaufhauskantine im Mitarbeiterbereich zu Mittag und erhält von einer Angestellten ein Namensschild. Kurz darauf wird er vom Abteilungsleiter, der ihn den Tag über beobachtet hat, an die Kasse gesetzt, während Kollege Greg mit dem Abteilungsleiter gehen muss. Greg hofft, von ihm als stellvertretender Abteilungsleiter eingesetzt zu werden, doch entscheidet man sich stattdessen für Terence, der vorbildliches Verhalten gezeigt hat. Terence verlässt überstürzt das Kaufhaus. In seiner Wohnung wechselt er die Kleidung. Er zieht sich nun als Arzt an, hängt sich ein Stethoskop um und übt vor dem Spiegel ein Lächeln.

## Produktion
Work Experience wurde von North Inch Productions für British Screen Finance und Channel Four produziert. Es war das Regiedebüt von James Hendrie, der zuvor als Kameramann gearbeitet hatte. Die Kostüme schuf Phoebe De Gaye, die Filmbauten stammen von Paul Ghirardani.

## Auszeichnungen
Auf dem Chicago International Film Festival wurde der Film 1989 für einen Gold Hugo nominiert. Work Experience wurde 1990 mit dem Oscar in der Kategorie „Bester Kurzfilm“ ausgezeichnet.